# Fédération du Guatemala de football
La Fédération du Guatemala de football (Federación Nacional de Fútbol de Guatemala (es) FNFG) est une association regroupant les clubs de football du Guatemala et organisant les compétitions nationales et les matchs internationaux de la sélection du Guatemala.
La fédération nationale du Guatemala est fondée en 1919. Elle est affiliée à la FIFA depuis 1946 et est membre de la CONCACAF depuis 1961.